# Arthur Tedder
Arthur William Tedder (Glenguin, 11 de julho de 1890 – Banstead, 3 de junho de 1967) foi um militar escocês, tendo galgado o posto de marechal da Força Aérea Real do Reino Unido. Piloto e comandante de esquadrão do Real Corpo Aéreo na Primeira Guerra Mundial, foi promivido a oficial durante o período entreguerras e mais tarde serviu em campanhas na Turquia, na Grã-Bretanha e no Extremo Oriente.
Durante a Segunda Guerra Mundial, como chefe do Comando Aéreo da Força Aérea Real no Oriente Médio, Tedder dirigiu operações aéreas no Mediterrâneo e no norte da África, incluindo a evacuação de Creta e a Operação Crusader. Por sua densidade e coordenação, suas táticas de bombardeio ficaram conhecidas como "tapetes de Tedder". Mais tarde na guerra, Tedder assumiu o Comando Aéreo do Mediterrâneo e, nesse papel, esteve intimamente envolvido no planejamento da invasão aliada da Sicília e depois na invasão aliada da Itália. Quando a Operação Overlord veio a ser planejada, Tedder foi nomeado Vice-Comandante do Quartel General Supremo das Forças Expedicionárias Aliadas, sob o comando de Dwight Eisenhower.
Após a guerra, ele serviu como Chefe do Estado-Maior da Aeronáutica britânica, e nesse posto defendeu o aumento do recrutamento em face de muitos pilotos que deixavam o serviço, dobrou o tamanho do Comando de Caças da RAF e, em 1948, implementou arranjos para o Bloqueio de Berlim. Após aposentar-se da Força Aérea, ocupou altos cargos em empresas privadas e na academia e foi feito Barão Tedder pelo monarca do Reino Unido.

## Juventude
Tedder nasceu em 11 de junho de 1890, filho de Sir Arthur John Tedder e Emily Charlotte Bryson, na propriedade de seus pais em Glengoyne, ao norte de Glasgow. Seu pai era comissário do Conselho de Alfândega e tornou-se notado por ter introduzido a pensão por velhice no Reino Unido. A ocupação de seu pai levou o jovem Tedder a morar em diferentes partes das Ilhas Britânicas. Em 1902, a família mudou-se para Croydon, e Tedder freqüentou a Whitgift School até 1909, quando foi para a Universidade de Cambridge. Tedder passou seus anos universitários no Magdalene College, onde estudou história, tendo recebido em 1912 um título de baixa segunda classe, no sistema de classificação britânico.
Tedder passou o verão de 1912 em Berlim estudando alemão, e decidiu retornar a Cambridge para um quarto ano de estudo, a fim de se preparar para uma carreira como diplomata. Em 2 de setembro de 1913, durante seu último ano no Magdalene College, Tedder foi comissionado segundo tenente no Regimento de Dorsetshire, ficando na reserva.
Depois da universidade, Tedder ingressou como cadete no Serviço Colonial, e partiu da Grã-Bretanha em fevereiro de 1914, servindo na administração em Fiji. Ele não se adaptou à vida colonial em Fiji, e quando eclodiu a Primeira Guerra Mundial, ele retornou à Grã-Bretanha para se juntar ao exército regular.

## Carreira militar

### Primeira Guerra Mundial
Tedder foi promovido a tenente no Regimento Dorset, em 14 de outubro de 1914, e retornou à Grã-Bretanha em dezembro. Ele foi enviado a uma unidade de reserva em Wyke Regis, na costa de Dorset, onde feriu gravemente seu joelho, em fevereiro. Depois de sua lesão, Tedder não pôde realizar o serviço de infantaria e, embora ele tenha servido brevemente em um acampamento-base em Calais, ele pressionou por uma transferência para o Royal Flying Corps (RFC).
Em janeiro de 1916, Tedder foi aceito no Royal Flying Corps, e foi convidado à Escola Nº 1 de Aeronáutica, em Reading. Ele foi promovido a capitão em 21 de março de 1916, e a partir de abril ele freqüentou a Escola Central de Vôo, onde aprendeu a voar. Em junho de 1916, Tedder serviu com o Esquadrão Nº 25 da RFC, pilotando um Bristol Scout C na Frente Ocidental. Em 9 de agosto de 1916, Tedder recebeu responsabilidades adicionais, pois foi nomeado comandante de voo com 25 Esquadrões. O primeiro dia de 1917 viu Tedder promovido a major, e nomeado oficial comandante do Esquadrão Nº 70 da RFC. Tedder permaneceu na Frente Ocidental, e seu novo esquadrão foi equipado com aviões Sopwith 1½ Strutter. Ele foi premiado com a Medalha para o Valor Militar italiana, de prata, em 26 de maio de 1917.[carece de fontes?] Tedder foi nomeado oficial comandante Esquadrão Nº 67 da RFC em 25 de junho de 1917, e tornou-se comandante da Escola de Navegação e Bombardeio, no Egito, no ano seguinte. Na sequência, em 24 de junho de 1918 Tedder foi nomeado oficial comandante da Ala Nº 38, também baseada no Egito. Ele foi promovido ao posto temporário de tenente-coronel em 23 de julho de 1918, permanecendo com essa patente até 2 de abril de 1919.

### Período entreguerras
Em maio de 1919, Tedder recebeu o comando do Esquadrão nº 274, equipado com o Handley Page V/1500, o maior bombardeiro da da força aérea britânica na época. Em 1º de agosto de 1919, Tedder aceitou uma comissão permanente na nova Força Aérea Real (RAF). Sua esquadra foi renomeada Esquadrão Nº 207, em fevereiro de 1920, e equipada com bombardeiros DH9a. Ele foi brevemente utilizado na Turquia, em 1922-1923, durante a Crise Chanak. Tedder freqüentou o Royal Naval Staff College entre o final de 1923 e a primavera de 1924.
Promovido a comandante de ala em 1º de janeiro de 1924, Tedder tornou-se comandante de estação e Comandante da Escola de Treinamento de Voo Nº 2 da RAF, em setembro de 1924, antes de se juntar à Diretoria de Treinamento no Ministério do Ar em janeiro 1927. Ele frequentou o Imperial Defense College em 1928 e, em seguida, tornou-se comandante assistente no RAF Staff College, em janeiro de 1929. Promovido a capitão de grupo em 1º de janeiro de 1931, ele foi para a Escola de Armamento Aéreo, já como oficial comandante, em janeiro de 1932. Em 4 de abril de 1934, Tedder tornou-se Diretor de Treinamento no Ministério do Ar, sendo promovido a comodoro do ar, em 1º de julho de 1934.
Em novembro de 1936, Tedder foi nomeado Oficial Comadante do Ar das Forças do Extremo Oriente da RAF, que lhe deu o comando sobre as unidades da RAF desde a Birmânia até Hong Kong e Bornéu. Nomeado Companheiro da Ordem do Banho em 1º de fevereiro de 1937, ele foi promovido a vice-marechal em 1º de julho de 1937 e tornou-se Diretor Geral de Pesquisa no Ministério do Ar, em julho de 1938.

### Segunda Guerra Mundial

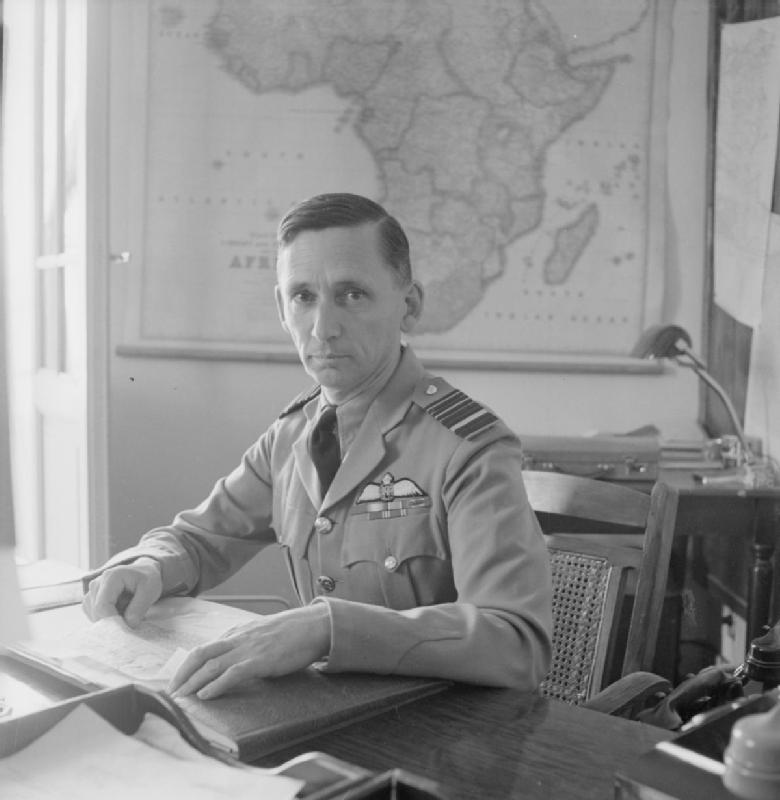
Tedder sentado em sua escrivaninha na Air House, sua residência oficial no Cairo, enquanto servia como Comandante-em Chefe do Comando do Oriente Médio da RAF.

Com a eclosão da Segunda Guerra Mundial em 1939, o departamento de Tedder foi transferido para o recém-criado Ministério de Produção de Aeronaves, mas Tedder não conseguiu estabelecer uma boa relação de trabalho com o ministro, Lord Beaverbrook, e consequentemente com o primeiro-ministro Churchill. Assim, em 29 de novembro de 1940 ele tornou-se Comandante-em Chefe Adjunto do Comando do Oriente Médio da RAF, servindo com o posto de marechal do ar em exercício.
Tedder foi nomeado Comandante-em Chefe do Comando do Oriente Médio da RAF, em 1 de Junho de 1941, com a patente temporária de marechal (essa patente foi efetivada em abril de 1942). Ele não tinha sido a primeira opção de Churchill para o posto, mas quando o favorito (o Vice-Marechal do Ar O. T. Boyd) foi capturado pelo inimigo, Tedder foi nomeado. Nesse posto, ele comandou operações aéreas no Mediterrâneo e no norte da África, incluindo a evacuação de Creta em maio de 1941 e a Operação Cruzada no norte da África no final de 1941. Tedder foi promovido a Cavaleiro Comandante da Ordem do Banho em 1942, mencionado em despachos pelos seus serviços no Oriente Médio em 30 de junho de 1942, e promovido ao posto temporário de marechal-chefe do ar, em 3 de julho de 1942.
Tedder supervisionou o desenvolvimento do braço aéreo no Deserto Ocidental, e o desenvolvimento de novas políticas operacionais e administrativas, que foram importantes para a vitória dos Aliados na Batalha de El Alamein, em outubro de 1942. Uma de suas táticas de bombardeio ficou conhecida como "Tapete de Tedder". Ele foi promovido a Cavaleiro Grã-Cruz da Ordem do Banho em 27 de novembro de 1942, em reconhecimento por seus serviços no Oriente Médio.

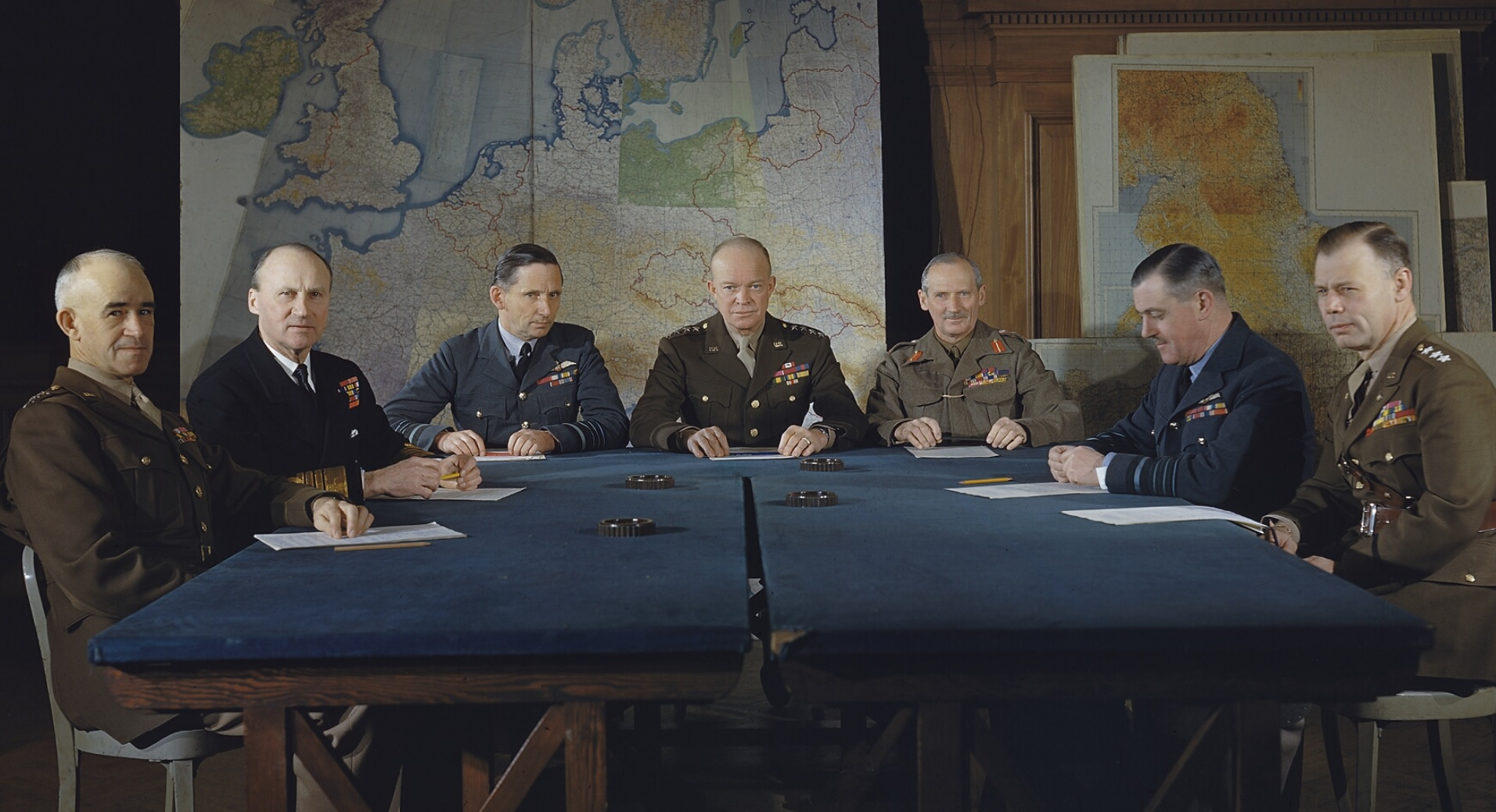
Comando do Quartel General Supremo das Forças Expedicionárias Aliadas, em Londres, 1 de fevereiro de 1944. Tedder, vice-comandante supremo, senta-se à direita de Eisenhower.

Em fevereiro de 1943, Tedder assumiu o comando do Comando Aéreo Mediterrâneo, servindo sob o comando do general americano Dwight D. Eisenhower. Nesse papel, ele esteve intimamente envolvidos no planejamento da invasão aliada da Sicília, e, em seguida, da invasão aliada da Itália. Ele foi premiado com a Legião do Mérito americana, em 27 de agosto de 1943, e recebeu a Grã-Cruz da Ordem da Polonia Restituta, em 1 de outubro de 1943. Ele passou a ser o Comandante das Forças Aéreas Aliadas no Mediterrâneo em dezembro de 1943.
Quando a Operação Overlord veio a ser planejada, Tedder foi nomeado Vice-Comandante Supremo Quartel General Supremo das Forças Expedicionárias Aliadas, sob o comando de Eisenhower, em janeiro de 1944. No entanto, ele desenvolveu uma profunda antipatia para com o general britânico Bernard Montgomery, e durante a difícil batalha da Normandia ele mostrou-se crítico com a performance de Montgomery, defendendo a remoção de Montgomery do comando. No último ano da guerra, Tedder foi enviado à União Soviética para procurar ajuda, pois a Frente Ocidental estava sob pressão desde a Batalha do Bulge. Quando a rendição incondicional dos alemães ocorreu, em maio de 1945, Tedder assinou o instrumento de capitulação em nome do general Eisenhower. Ele foi promovido ao posto de Chefe de Estado-Maior, em 6 de junho de 1945. Tedder foi condecorado com a Ordem Soviética de Kutuzov, 1ª Classe, em 28 de agosto de 1945, e promovido a Marechal da Royal Air Force em 12 de setembro de 1945.

### Após a guerra

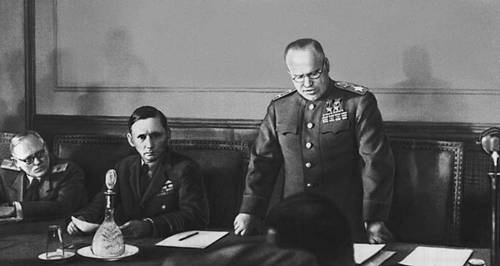
Arthur Tedder (no centro) durante a cerimônia da rendição incondicional alemã, em maio de 1945. Em pé está o marechal soviético Júkov, lendo o instrumento de rendição.

Tedder substituiu Charles Portal como Chefe do Estado-Maior da Aeronáutica, em 1º de janeiro de 1946. Nesse papel, ele defendeu o aumento do recrutamento em face de muitos pilotos que deixavam o serviço, dobrou o tamanho do Comando de Caças da RAF e implementou arranjos para o Transporte Aéreo de Berlim em 1948. Ele foi feito Barão Tedder, de Glenguin no condado de Stirling, em 8 de fevereiro de 1946, e recebeu a Medalha de Serviço Distinto, dos americanos, em 14 de junho de 1946. Em 1947 ele fez a Palestra de Lees Knowles, que foi então publicada como Air Power in War. Ele se tornou Presidente da Missão Britânica de Serviços Conjuntos em Washington, em janeiro de 1950, antes de se aposentar em maio de 1951. Em 1951, Tedder aceitou o convite para presidir a Comissão Real de Educação Universitária em Dundee, que levou à criação da faculdade Queen's College na Universidade de St. Andrews.[carece de fontes?]

## Últimos anos
Tedder foi o autor de um importante ensaio sobre a história da Marinha Real, e também escreveu suas memórias de guerra. Em novembro de 1950, ele foi eleito chanceler da Universidade de Cambridge. Ele também atuou como presidente da Standard Motor Company de 1954 a 1960, e vice-presidente do Conselho de Administração da BBC. Em seus últimos anos ele sofreu com a doença de Parkinson, e morreu em sua casa em Banstead, em Surrey, em 3 de junho de 1967.
Suas cinzas estão enterradas na igreja da RAF em Londres, de St. Clement Danes. Seu nome pode ser visto em um memorial na Abadia de Westminster.

## Vida familiar
Tedder se casou com Rosalinde Maclardy, em 1915. Eles tiveram dois filhos e uma filha. Após a morte de sua primeira esposa em um acidente aéreo no Egito, em janeiro de 1943, Tedder se casou com Marie Black (nascida Seton) em outubro de 1943. Tedder foi o pai de Dick (morto na França em 1940), John Michael (1926-1994), Richard e Mena.